# کیم وون هه
کیم وون هه (کره‌ای: 김원해؛ زادهٔ ۶ آوریل ۱۹۶۹) بازیگر اهل کره جنوبی است. از جمله آثاری که در آنها ایفای نقش کرده‌است می‌توان به ملکه و من، فردا با تو، زندگی، وقتی شیطان نامت را فرا می‌خواند، به آرامی ذوبم کن، بیدار، کافه حقوق و مامان بد اشاره کرد.